# Centrocerum exornatum
Centrocerum exornatum är en skalbaggsart som först beskrevs av Newman 1841.  Centrocerum exornatum ingår i släktet Centrocerum och familjen långhorningar. Inga underarter finns listade.